# María García de Toledo
María García de Toledo (Toledo, 1340 – Ibidem, 10 de enero de 1426) fue una beata y monja Jerónima (OSH) fundadora del convento de San Pablo de Toledo.

## Vida
Lo que se conoce de García de Toledo se basa en el manuscrito C-III-3 (fols. 252r–264r) de la Real Biblioteca del Monasterio de El Escorial, donde se encuentra una hagiografía de ella dentro de una serie de crónicas relacionadas con la Orden de San Jerónimo. El principal hagiógrafo fue fray Bonifacio de Chinchón que al rubricar esta Vida dice que «se trasladó del latín al romance en el año del Señor de mil y quatrocientos y ochenta y siete años», por lo que hubo una Vida latina anterior. Sin embargo, parece que la copia se hizo ya entrado el siglo XVI respondiendo a una orden dada a todos los priores de la Orden Jerónima para que se recogiesen las vidas de todos los religiosos notables que había habido en ella.
De origen noble, nació en Toledo en 1340. Fue hija de Constanza de Toledo y de Diego García y sobrina de un arzobispo de Toledo, de cuya personalidad difieren los biógrafos, pudiéndose ser tanto Álvaro o Vasco de Toledo, hermano de la madre, o Gómez Manrique, hermano del padre. En cualquier caso, pertenecía a una familia principal. Desde muy pequeña mostró una gran caridad hacia los pobres y una extrema humildad. Con doce años ingresó en el Monasterio de San Pedro de las Dueñas, del que su hermana era priora. Allí aprendió a leer, a escribir, a cantar y a rezar. Su fama de santidad fue creciendo hasta el punto de que las clarisas de Tordesillas quisieron tenerla como priora, pero ella rechazó el cargo.
De vuelta a Toledo, se asoció con una viuda, Mayor Gómez, y ambas decidieron seguir a Jesucristo ayudando a los más necesitados, pidiendo limosna para ellos y dedicándose a la oración y a la penitencia, actividades que eran muy frecuentes entre las beatas mediterráneas, como ocurría con Ángela de Foligno. Conoció que en Toledo había una congregación de mujeres piadosas recogidas en una casa, bajo la obediencia de María de Soria, y allí ingresaron.
Según la Vida, el rey Pedro I, el Cruel fue el que de forma indirecta provocó la fundación del beaterio, ya que la intención de García de Toledo era preservar la virginidad de varias mujeres, incluida la beata, a las que dicho rey se había insinuado. Ambas mujeres huyeron temporalmente a Talavera, para evitar la presencia del rey, y más tarde en la ermita de la Virgen de Sisla, a las afueras de Toledo. Tras la muerte del rey, acudieron a Toledo a la casa de una congregación de mujeres piadosas, bajo la obediencia de María de Soria.
A la muerte de sus padres, ya con 32 años, recibió una notable herencia que empleó en comprar una buena casa con terreno en el término de San Lorenzo y allí se fue a vivir con Mayor Gómez y con otras mujeres que querían también recogerse. Se unieron al proyecto la noble toledana Teresa Vázquez y otras mujeres que vivían con ella de forma semejante a ellas. Según algunas fuentes este beaterio se conoció como el beaterio de Marigarcía.
Fray Pedro Fernández Pecha conoció este proyecto cuando fue a fundar a Toledo. Las mujeres se empezaron a llamar «religiosas de San Jerónimo», imitando asimismo en lo que podían la vida de los santos padres. Quedó fundado así el beaterio bajo la dirección del Monasterio de Santa María de Sisla, del que Fernández Pecha fue prior, y con quien la beata «tuvo familiar y santa conversación».
Siguiendo la práctica de las beatas o beguinas, García de Toledo alentaba a sus compañeras a vestir pobremente y a huir de todo tipo de cosméticos porque «no conviene que la carne que está aparejada para ser mañana queva de gusanos, llena de toda miseria, aia alguna delectaçión», palabras que han quedado recogidas en su Vida.

Igualmente de esas obras escritas sobre su persona en el siglo XV puede leerse:
Andan entra'mas la vieja aia y la virgen tierna por toda la ciudad de casa en casa como pobres y peregrinas. Vienen entre los dos coros de la iglesia maior y allí, delante de todo el clero y el pueblo, piden por amor de Dios limosna. Mucho se maravillan todos y dizen: «no auemos visto alguna que sea semejante a esta entre todas las henbras de aquesta ciudad» (...)
Su fama de santa se basó en su vida ejemplar, y no en visiones o la posesión de dones carismáticos, como la profecía, las visiones o los milagros, que sí que se presentan en otras santas anteriores a Teresa de Jesús como María de Ajofrín o Juana de la Cruz.
A su muerte, García de Toledo fue enterrada en dicho monasterio y se le atribuyeron algunos milagros post-mortem, pero sin que se pudiera constatar ninguno.